# Верденберг (избирательный округ)
Верденберг (нем. Werdenberg (Wahlkreis)) — избирательный округ в Швейцарии (административные округа в данном кантоне отсутствуют).
Округ входит в кантон Санкт-Галлен. Занимает площадь 206,48 км². Население 33 960 чел. Официальный код — 1724.

## Коммуны округа
| Герб      | Коммуна   | Население (2005) | Площадь км² | Официальный код |
| --------- | --------- | ---------------- | ----------- | --------------- |
| Букс      | Букс      | 10 547           | 15,95       | 3271            |
| Гамс      | Гамс      | 2991             | 22,28       | 3272            |
| Грабс     | Грабс     | 6381             | 54,64       | 3273            |
| Зеннвальд | Зеннвальд | 4686             | 41,53       | 3274            |
| Зевелен   | Зевелен   | 4362             | 30,34       | 3275            |
| Вартау    | Вартау    | 4993             | 41,74       | 3276            |
|           | Итого (6) | 33 960           | 206,48      | 1724            |